# La Sierra (Cauca)
Pour les articles homonymes, voir Sierra et La Sierra.
La Sierra est une municipalité située dans le département de Cauca, en Colombie.